# Achtfleckiger Augenbock
Der Achtfleckige Augenbock, auch Großer Augenfleckenbock oder nur Augenfleckenbock genannt (Mesosa curculionoides), ist ein Käfer aus der Familie der Bockkäfer und der Unterfamilie Lamiinae.
Der Artname curculionoides bedeutet "Rüsselkäfer-artig" und drückt  aus, dass der Körper nicht die übliche schlanke Gestalt der Bockkäfer besitzt, sondern die gedrungene Gestalt zeigt, die bei Rüsselkäfern häufig anzutreffen ist. In Europa ist die Gattung Mesosa mit drei Arten vertreten, von denen in Mitteleuropa neben dem Achtfleckigen Augenbock auch der Binden-Augenbock (Mesosa nebulosa) vertreten ist.
|                            |                                 |
| Abb. 1: Aufsicht, Männchen | Abb. 2: Kopf von vorn           |
|                            |                                 |
| Abb. 3: Unterseite         | Abb. 4: Seitenansicht, Weibchen |

## Merkmale des Käfers
Der kurze und breite Käfer wird zehn bis siebzehn Millimeter lang. Die feine graue Grundbehaarung ist durch auffallende Augenflecken und einzelne gelbbraune Haarbüschel unterbrochen. An abgescheuerten Stellen kann die schwarze Grundfarbe hervortreten.
Der Kopf ist senkrecht zur Körperachse nach unten gerichtet, die Mundwerkzeuge zeigen nach unten. Lippen- und Kiefertaster besitzen ein spindelförmiges Endglied (Abb. 2). Die seitlichen sitzenden ovalen Augen sind vorn tief ausgebuchtet und umfassen die Einlenkungsstelle der Fühler teilweise; von vorn gesehen ist sowohl unterhalb als auch oberhalb der Fühlereinlenkung ein Teil des Auges sichtbar (Abb. 2). Die elfgliedrigen fadenförmigen Fühler sind beim Weibchen etwas länger als der Körper (Abb. 4), beim Männchen deutlich länger als der Körper (Abb. 1). Sie sind an der Unterseite lang abstehend behaart.
Der Halsschild ist breiter als lang, vorn so breit wie der Abschluss des Kopfes, nach hinten verbreitert er sich nur wenig, die größte Breite zeigt er im letzten Drittel. Am Hinterrand ist er deutlich schmaler als die beiden Flügeldecken gemeinsam. Er trägt vier große kreisförmige dunkle Flecke, die gelb gesäumt sind. Oben seitlich liegen je zwei Flecke unmittelbar hintereinander und nehmen zusammen fast die ganze Länge des Halsschildes ein. Die Flecke der einen Seite sind von den Flecken der anderen Seite etwa um den Durchmesser eines Flecks entfernt. Der Halsschild ist runzelig und kann unauffällige Höcker tragen.
Die Flügeldecken sind kaum doppelt so lang wie zusammen breit. Hinter den deutlichen Schultern verlaufen sie annähernd parallel. Am Ende sind sie gemeinsam verrundet. Die vier Flecke des Halsschilds auf acht erhöhend liegen auf jeder Flügeldecke zwei weitere Flecke. Gewöhnlich findet sich ein großer runder Fleck im hinteren Drittel der Flügeldecke und ein kleinerer Fleck etwas nach außen gerückt kurz vor der Mitte der Flügeldecke. Der vordere Fleck ist sehr formvariabel (Abb. 4) und kann auch fehlen. Zwischen den großen Flecken können weitere kleine Flecke sichtbar sein und ein Querband vortäuschen (Abb. 1). Die gelbe Behaarung bildet verschwommene Flecke und Linien.
Die Beine sind kräftig. Die Schenkelmitten sind etwas verdickt. Durch gelbe Behaarung sind sie unregelmäßig geringelt. Die Vorderschienen tragen auf der Innenseite eine geschwungene Innenfurche. Die Tarsen sind scheinbar viergliedrig, da das vor dem Klauenglied liegende sehr kleine vierte Glied in der Ausbuchtung des dritten Gliedes versteckt ist. Die Klauen sind ungeteilt.

## Biologie
Man kann die Käfer von Mai bis September finden, meist an trockenen Ästen verschiedener Laubbäume in urständigen Laubwäldern mit hohem Totholzanteil, gerne auch in Reisighaufen. Wirtspflanzen sind hauptsächlich Eichen, Linden, Ulmen, Nussbäume, aber auch zahlreiche andere. Die polyphage Art entwickelt sich in trockenen Ästen von über acht Zentimeter Dicke, die sich auf dem Boden oder noch am  Baum befinden. Aus Spanien wird dagegen berichtet, dass der Käfer aus drei Zentimeter dickem dürren Ast von Prunus lusitanica schlüpfte.
Die Larven fressen besonders bei Bäumen mit dicker Rinde in der Rindenschicht, oder direkt unter der Rinde in der Bastschicht. Die  Entwicklung dauert in Norwegen zwei bis drei Jahre. Die Käfer sind dämmerungs-  und nachtaktiv. Adulte Tiere wurden auf Linden beim Fressen des Holz zersetzenden Pilzes Schizophyllum commune beobachtet.

## Schutz
Der Art ist ein Urwaldrelikt und ist im größten Teil des Verbreitungsgebietes selten. Sie ist in Deutschland nach dem Bundesnaturschutzgesetz vom 29. Juli 2009 eine besonders geschützte Art. Sie unterliegt in der Schweiz und Teilen Österreichs ebenfalls dem Artenschutz.

## Verbreitung
Das Verbreitungsgebiet der Art erstreckt sich von Nord-Afrika bis ins südliche Nordeuropa und von der Atlantikküste ab Portugal bis an den Ural. In Nordeuropa kommt die Art nur sehr zerstreut im Süden von Schweden und Norwegen vor. Aus Großbritannien, den Niederlanden und Polen liegen keine Meldungen vor.